# مودان‌جیانگ
مودان‌جیانگ (به چینی: 牡丹江市) یک شهر در سطح ولایت در جمهوری خلق چین است که در استان هئی‌لونگ‌جیانگ واقع شده‌است.
شهر مودان‌جیانگ در جنوب‌شرق استان هئی‌لونگ‌جیانگ و در موقعیتی استراتژیک واقع شده است. این شهر در همسایگی سرزمین پریمورسکی در روسیه واقع شده است. منطقهٔ اصلی مودان‌جیانگ در فاصله‌ای ۲۵۰ کیلومتری با شهر ولادی‌وستوک، دومین شهر بزرگ خاوردور روسیه و مهم‌ترین بندر آن در شرق قرار دارد. خط ریلی، جاده‌های سراسری، و آزادراه ملی متصل کنندهٔ سایر مناطق چین به مرز بین‌المللی با این منطقه از روسیه از شهر مودان‌جیانگ عبور می‌کنند.

## خصوصیات
«شهر در سطح ولایت» مودان‌جیانگ ۳۸٬۸۲۷٫۱۹ کیلومترمربع مساحت و ۲٬۲۹۰٬۲۰۸ نفر جمعیت دارد و ۲۳۳ متر بالاتر از سطح دریا واقع شده‌است.
منطقهٔ‌ اصلی شهری این «شهر در سطح ولایت» متشکل از چهار منطقه، با مساحتی ۲٬۶۹۶٫۲۲ کیلومتر مربعی، و جمعیتی ۹۳۰٬۰۱۵ نفری می‌باشد. سایر جمهیت مودان‌جیانگ ساکن سایر «شهر در سطح شهرستان»ها و شهرستان‌های تابعهٔ این «شهر در سطح ولایت» می‌باشند. از نظر جمعیتی منطقهٔ اصلی شهری، مودان‌جیانگ چهارمین شهر پرجمعیت استان هئی‌لونگ‌جیانگ می‌باشد.

## خواهرخوانده
شهرهای خاباروفسک و ییواسکیلا خواهرخوانده‌های مودان‌جیانگ هستند.

## وجه تسمیه
نام این شهر برگرفته شده از رودخانه‌ایست به نام «رودخانهٔ مودان». نام این رودخانه از زبان منچو آمده، «مودان اولا»‌ (ᠮᡠᡩ᠋ᠠᠨ ᡠᠯᠠ، mudan ula)، به معنای رود با پیچ‌وخم. در زبان چینی، پسوند ‌«جیانگ» (江) به معنای نهر یا رود بزرگ به نام این رودخانه اضافه شد و به شکل مودان‌جیانگ در آمد.

## مناطق، شهرها، و شهرستان‌ها
|                                   |           |              |            |                      |             |  |  |  |  |  |
| نام                               | حروف چینی | پین‌یین       | جمعیت-۱۳۹۹ | مساحت (کیلومتر مربع) | تراکم جمعیت |  |  |  |  |  |
| منطقه آی‌مین                       | 爱民区    | Àimín Qū     | ۲۷۵٬۴۳۶    | ۴۳۶٫۷۱               | ۶۳۰٫۷۱      |  |  |  |  |  |
| منطقه دونگ‌آن                      | 东安区    | Dōng'ān Qū   | ۲۲۱٬۱۹۴    | ۵۸۰٫۹۶               | ۳۸۰٫۷۴      |  |  |  |  |  |
| منطقه شی‌آن                        | 西安区    | Xī'ān Qū     | ۲۴۲٬۴۱۲    | ۳۷۵٫۸۲               | ۶۴۵٫۰۲      |  |  |  |  |  |
| منطقه یانگ‌مینگ                    | 阳明区    | Yángmíng Qū  | ۱۹۰٬۹۷۳    | ۱٬۳۰۲٫۷۳             | ۱۴۶٫۵۹      |  |  |  |  |  |
| شهر دونگ‌نینگ (شهر در سطح شهرستان) | 东宁市    | Dōngníng Shì | ۱۹۵٬۴۸۹    | ۷٬۱۱۶٫۸۹             | ۲۷٫۴۷       |  |  |  |  |  |
| شهر سوی‌فن‌هه (شهر در سطح شهرستان)  | 绥芬河市  | Suífēnhé Shì | ۱۱۴٬۵۶۴    | ۴۲۲٫۳۶               | ۲۷۱٫۲۵      |  |  |  |  |  |
| شهر مولینگ (شهر در سطح شهرستان)   | 穆棱市    | Mùlíng Shì   | ۱۹۷٬۰۶۵    | ۶٬۰۴۰٫۵۸             | ۳۲٫۶۲       |  |  |  |  |  |
| شهر نینگ‌آن (شهر در سطح شهرستان)   | 宁安市    | Níng'ān Shì  | ۳۲۲٬۱۲۷    | ۷٬۲۰۰٫۵۴             | ۴۴٫۷۴       |  |  |  |  |  |
| شهر های‌لین (شهر در سطح شهرستان)   | 海林市    | Hǎilín Shì   | ۲۹۲٬۷۵۵    | ۸٬۷۱۲٫۳۵             | ۳۳٫۶۰       |  |  |  |  |  |
| شهرستان لین‌کوو                    | 林口县    | Línkǒu Xiàn  | ۲۳۸٬۱۹۳    | ۶٬۶۳۸٫۲۷             | ۳۵٫۸۸       |  |  |  |  |  |